# 本杰明·B·费伦兹
班傑明·贝雷尔·費倫兹（英語：Benjamin Berell Ferencz，1920年3月11日—2023年4月7日）是一名美国律师。他是第二次世界大战后纳粹战争罪行的調查官，也是美国陆军在特别行动队审判中的主任檢查官，這是美国佔領區的12次纽伦堡后续审判行動之一。戰後，費倫茲成为国际刑事法院的倡議者。他是紐倫堡大審最后一位去世的检察官。

## 生平

### 早年
費倫茲于1920年3月11日出生在匈牙利王国轄下的特兰西瓦尼亚（今羅馬尼亞大紹姆庫塔）。數月后，當地根据特里亚农条约，被割让给罗马尼亚。十个月大的时候，为了避免罗马尼亚对匈牙利犹太人的迫害，費倫茲举家移民到美国， 定居在纽约市曼哈顿，當年被稱之為地獄廚房的下东区。 
費倫茲在纽约城市学院学习犯罪预防，他的刑法考试成绩为他赢得了哈佛法学院的奖学金。在哈佛，他师从罗斯科·庞德 ，还为谢尔登·格吕克（Sheldon Glueck）做研究，后者当时正在写一本关于战争罪的书。費倫茲于 1943 年毕业后，加入了美国陆军。首先是在北卡罗来纳州戴维斯营地的一份打字员工作，那时他不熟悉打字机，也不会开枪。他的工作职责还包括清洁厕所、擦洗锅和地板。 1944年，他在高射炮兵部队第115高射炮营服役，並參與了諾曼地登陸及之後的法國戰役。 
1945 年，他被调到巴顿将军的第三军司令部，參加一个负责收集战争罪证据的小組，並調查解放的集中营。 由於受到哈佛恩師推薦，加上軍中缺乏法律專家，他作為中士實際上負責了小組的運作。
在 2005 年《华盛顿邮报》的采访中，他回顧到：
沒親身經歷過的人，根本無法理解當時的情況有多麼離奇⋯⋯我曾親眼看到難民們痛打蓋世太保的傢伙，然後把他綁在焚化爐的鐵板上。他們把他推進火爐，開火，把他拉出來。再揍他，開火，把他推進火爐，把他拉出來，如此重複到他活活燒死。我根本沒去制止。我猜我大可亮出我的槍，或對空開幾槍，但我不想這麼做。這是否使我是殺人的共犯？ 
你知道我怎麼拿到證詞的嗎？我會到一條村莊，一個美國機師跳傘到這裡並被打死，並把所有人列在一堵牆前。 然後我會說：『所有說謊的人會立即被槍斃。』我當時並不認為用這樣脅迫取得的證據是無效的。

### 纽伦堡审判检察官

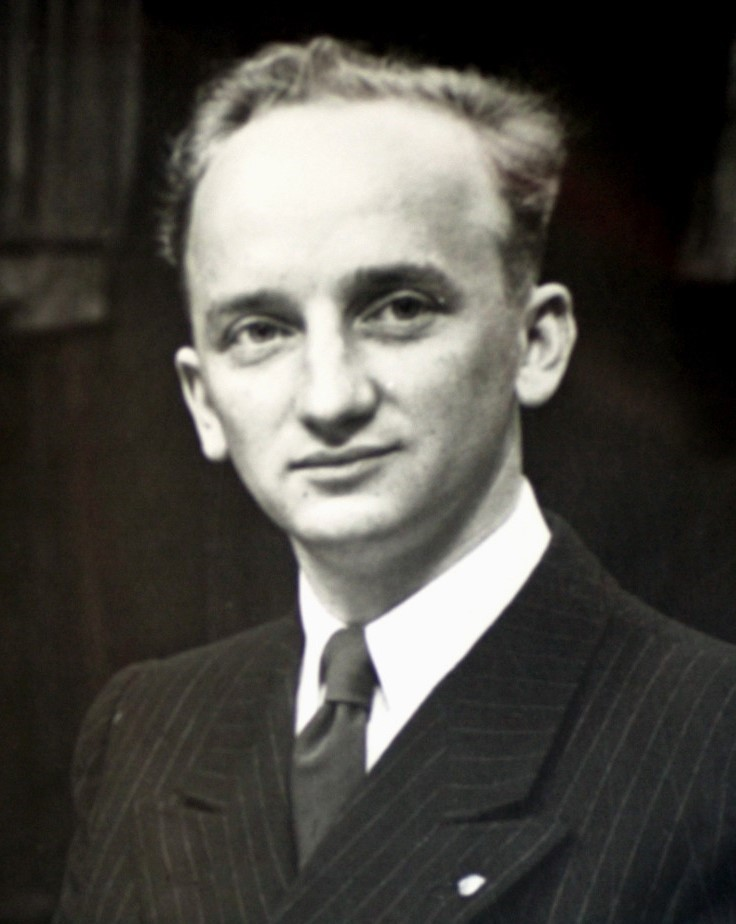
班傑明·費倫茲27歲時

1945 年， 費倫茲以中士榮譽退伍，回到纽约，不過几周，就被美軍招募为检察官（平民身份，但享受上校及准將待遇），参加紐倫堡大審以及紐倫堡後續審判。特爾福德·泰勒任命他为别动队案件的首席检察官，这是费伦茨的第一起案件。 受审的22名男子全部被定罪；其中 13 人被判处死刑，最终其中4人被执行死刑。這是西德的最后一次处决。
費倫茲在纽伦堡审判后留在德国，与库尔特·梅 (Kurt May ) 等人一起制定纳粹迫害受害者的補償计划及德国第一部归还法，并参与了以色列和西德赔偿协议的谈判 。 1956 年返美，作为前上司特爾福德·泰勒的合伙人從事法律業務。 在弗里克案中，他观察到“一个有趣的历史和心理现象：罪犯经常将自己视为受害者”。 

### 组建国际刑事法院
第二次世界大战的经历给费伦茨留下了重要的印象。 13 年后，在越南战争的影响下，费伦兹開始推動成立一個全世界审理危害人类罪和战争罪的最高法院.在他 1975 年出版的第一本书《定义国际侵略——寻求世界和平》中，就主张建立这样一个国际法庭。 从 1985 年到 1996 年，费伦茨还在紐約州白原市的佩斯大学担任国际法兼职教授。 
2002 年 7 月 1 日，《罗马规约》生效，国际刑事法院終於成立。美国雖然签署了该条约，卻没有批准。布希政府還与其他国家签订了大量协议，将美国公民排除在国际刑事法院管轄之外。 費倫茲對此多次表達反对，并建议美国毫无保留地加入国际刑事法院，“因为在國際間，人人也須在法律前平等”。 他在 2006 年 8 月 25 日接受采访时建议，不仅要审判海珊，还要审判小布什，因为伊拉克战争是美国在未经联合国安理会批准的情况下发动的。 他还建议，小布什应该因与伊拉克战争有关的“269 项战争罪指控”在国际刑事法庭受审。 2013年，费伦茨再次表示，“使用武力达到政治目的应被谴责为国际和国家犯罪”。 2018 年，费伦茨在一本书的序言中写道，“发动战争本身就是最严重的国际反人类罪，违法者無論在何时何地，都应受到懲罰”。 

### 晚年
2022年3月，在联合国大会第十一届紧急特别会议期间播放了費倫茲的言論。 他还表示，普丁应该因战争罪“坐牢”， 并对在乌克兰發生的暴行感到“心碎”。 4月7日，佛罗里达州州长罗恩·德桑蒂斯 在佛罗里达大西洋大学授予費倫茲州长自由勋章。 
同年12月，费伦茨被授予国会金质奖章。 
2023年4月7日，費倫茲於佛羅里達州逝世，享壽103歲。